# Posljednji Bunar (2017.)
Posljednji Bunar je znanstveno fantastični distopijski kratki film Filipa Filkovića, čija je radnja smještena u suho hrvatsko zaleđe gdje posljednji izvor pitke vode stvara niz problema.

## Uloge
- Alen Liverić – Trgovac
- Mia Biondić – Majka
- Ozren Grabarić – Otac
- Ida Rogić – Curica
- Seck Zeen Hong
- Seck Zoon Hong
- Chongjun Zhang

## Autori
- Redatelj i scenarist: Filip Filković
- Producenti: Danijel Pek, Maja Pek
- Koproducent: Pascaline Saillant
- Direktor fotografije: Tomislav Krnić H.F.S.
- Scenarist: Velimir Grgić
- Montažer: Marko Šuvak Martinović
- Skladatelji glazbe: Side Project
- Dizajner zvuka: Guillaume Couturier
- Specijalni efekti: Chadi Abo
- Grading slike: Arthur Paux
- Scenografkinja: Željka Rončević
- Kostimografkinja: Alena Orović
- Majstorica maske: Sanja Hrstić Kuterovac
- Snimatelj tona: Damir Rončević

## Vanjske poveznice
- Hrvatski audiovizualni centar - Posljednji Bunar
- Službena stranica filma